# Тэкле Гийоргис II
Тэкле Гийоргис II, до коронации Уагшум Гобезе (геэз ተክለ ጊዮርጊስ — «росток св. Георгия»; ум. 1873) — император (негус негести) Эфиопии в 1868—1872 годах.

## Биография
Тэкле Гийоргис II принадлежал со стороны отца, раса Гебре Медхина, казнённого в 1858 году императором Теодросом II за поддержку мятежнного негуса Агев, к старинной эфиопской династии Загве, отстранённой от власти Соломоновой династией ещё в XIII столетии и с тех пор правившей в регионах Уаг и Ласта. Соответственно, будущий император с рождения носил титул Уаг-шум, то есть повелитель Уага. Мать Тэкле принадлежала к правившей в стране Соломоновой династии. На основании такого происхождения Тэкле Гийоргис, будучи правителем областей, населённых амхара, в первую очередь Ласта, предъявил свои притязания на трон Эфиопии и поднял в 1864 году восстание в своей провинции Ласта.
В 1867 году, после поражения императора Теодроса в войне с англичанами, Тэкле выступил походом к крепости Мэкдэла. В 30 километрах от неё он объявил о свержении Теодроса и захватил Бегемдэр. Сумев обойти своих главных конкурентов — короля Шоа Менелика II, и дэджазмача Касса — Тэкле был 11 июня 1868 года провозглашён императором, и в августе того же года коронован в Дербэ-Зебите. Коронация несколько отсрочилась в связи с тем, что в это время скончался глава Эфиопской церкви абуна Салама II. Тэкле женился на Мерхе, сестре Кассы. Однако вскоре Касса восстал против власти Тэкле Гийогиса. Основная борьба между ними происходила в провинции Тиграи. В решающем сражении при Ассаме войска претендента разгромили императорскую армию, а сам Тэкле Гийоргис II был взят в плен и ослеплён. 21 января 1872 года Касса провозгласил себя императором Эфиопии под именем Йоханныс IV. Тэкле Гийоргис II был отправлен вместе со своими братом и матерью в монастырь Абба Гарима близ Адуа и умер или был убит через год в заключении.